# 동해석곡도서관
동해석곡도서관은 경상북도 포항시 남구 동해면 도구리 소재의 시립 도서관이다.

## 연혁
- 2009년 3월 27일 동해 석곡도서관 개관

## 시설현황
- 3층: 다목적실, 휴게실
- 2층: 일반자료실, 열람실, 휴게실
- 1층: 유아방, 어린이 자료실, 사무실

## 이용 안내
이용 시간
- 종합자료실: 월~목/토·일 09:00~18:00
- 열람실: 월~목/토·일 08:00~22:00

휴관일
- 매주 금요일
- 토·일요일을 제외한 공휴일 다음날 및 신정 및 명절연휴
- 특별한 사유로 관장이 지정한 날